# Chiltern Hills

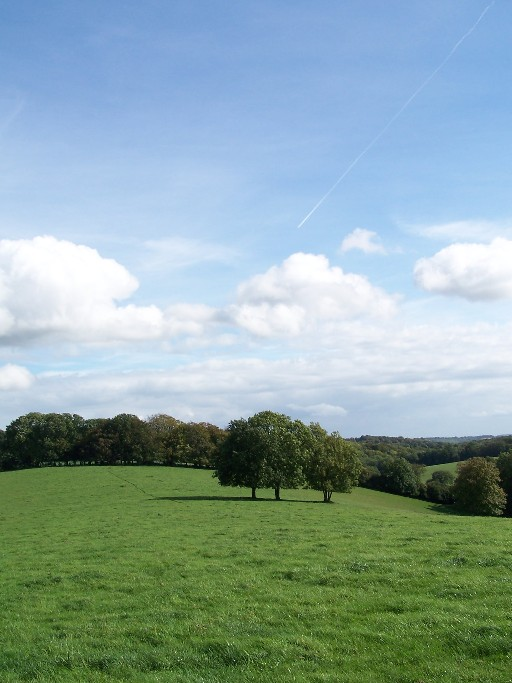
Krajobraz Chiltern Hills

Chiltern Hills (także Chilterns) – pasmo wzgórz w południowej Anglii (Wielka Brytania) o długości ok. 70 km i szerokości od 24 do 32 km. Gęsto porozcinane poprzecznie dolinami przez dopływy Tamizy. Najwyższym wzniesieniem jest Coombe Hill, liczące ok. 260 metrów wysokości. Wzgórza stanowią ograniczenie Basenu Londyńskiego od strony północno-zachodniej. Dawniej silnie zalesione, obecnie pozostały tylko resztki lasów bukowych, które stanowią materiał dla miejscowego przemysłu meblowego. Tereny wykorzystywane rolniczo do hodowli owiec i bydła, a także uprawy zbóż. Na terenie wzgórz odnaleziono rzymskie artefakty.